# Beautiful Dangerous
Beautiful Dangerous ist ein Lied von Slash mit Fergie als Duettpartnerin. Es erschien am 28. Oktober 2010 als dritte Single aus Slashs Debütalbum Slash.

## Hintergrund
- In einem Interview zu seinem Album und den darauf enthaltenen Liedern erklärte Slash:

„Ich wollte für Beautiful Dangerous unbedingt Fergie als Sängerin. Ich denke, sie ist als Rocksängerin genauso gut wie als Popsängerin oder gar besser. Ich habe Fergie gehört, wie sie den Rock-Klassiker Barracuda, den alten Heart-Song, auf ihre eigene rockige Art und Weise interpretierte, und ich war von dieser Interpretation so begeistert, dass ich danach wusste, Fergie ist genau die richtige Sängerin für Beautiful Dangerous.[...]
[...]Ich hatte einige Auftritte mit ihr, als sie Barracuda und Sweet Child o’ Mine sang. Sie ist eine der phänomenalsten und heißesten Rock-’n’-Roll-Sängerinnen/Sänger, die ich je gehört habe.'“

Slash erzählte The Sun: „Der Titel beginnt mit einem Teil der Musik, die ich für eine Strip-Bar-Szene schrieb, und dabei musste ich an Fergie denken. Ich bin ein Typ und es gibt nichts Erotischeres als ein süßes Mädchen zu sehen, wie sie Rock-'n'-Roll-Lieder singt.“

## Kommerzieller Erfolg
Obwohl Beautiful Dangerous in den USA nicht als Single veröffentlicht wurde, erreichte der Titel Platz elf der US-Top-Heatseekers-Charts und Platz 58 in den Canadian Hot 100. Im Februar 2011 erreichte Beautiful Dangerous Platz 90 in den deutschen Singlecharts.
| ChartsChartplatzierungen | Höchstplatzierung | Wochen |
| ------------------------ | ----------------- | ------ |
| Deutschland (GfK)        | 90 (1 Wo.)        | 1      |

## Musikvideo
Slash drehte das Musikvideo am 27. August 2010 mit Fergie zusammen. Slash erklärte „[Das] komplette Konzept zum Musikvideo war Fergies Idee.“
Das Musikvideo zu Beautiful Dangerous hatte seine Weltpremiere am 28. Oktober 2010 auf der Musikwebseite Vevo.

## Personal
- Slash: Gitarre und Rhythmusgitarre
- Fergie: Gesang
- Chris Chaney: Bass
- Josh Freese: Schlagzeug, Perkussion
- Eric Valentine: Produktion
- Big Chris Flores: Keyboard, Programmierung, Produktion